# Oxymètre
Pour l'oxymètre de pouls utilisé en médecine, voir oxymétrie colorimétrique.

Oxymètre de pouls

Un oxymètre est un appareil permettant la mesure de la concentration en oxygène moléculaire dans un mélange gazeux ou dans un liquide.
Ce type de mesure est utilisé par exemple en laboratoire (analyses physico-chimiques…) et dans l'industrie, pour la protection de personnes, le contrôle de processus, le conditionnement sous atmosphère protectrice. Les oxymètres sont aussi utilisés dans le domaine du sport, comme lors d'un entraînement en hypoventilation, et dans de nombreuses activités de loisirs telles la plongée sous-marine et l'aquariophilie.
Pour les personnes atteintes de la maladie COVID-19 ou pour détecter une contamination à ce coronavirus en complément d'un test PCR, un type d'oxymètre spécifique - l'oxymètre de pouls - est également utilisé.
Le contrôle du taux de dioxygène (O2) est par ailleurs un paramètre important du réglage des moteurs à combustion interne. Aussi retrouve-t-on des sondes à dioxygène (sondes lambda) sur la plupart des moteurs modernes. Les informations issues de ces sondes sont utilisées par les boîtiers de contrôle moteur (Engine Control Unit, ECU en anglais) pour piloter au mieux l'injection de carburant et la combustion.

## Principes de mesure
La diversité des applications entraîne l'utilisation de principes variés pour mesurer le taux d'oxygène.

### Oxymètre paramagnétique
Ce type d'appareil utilise les propriétés magnétiques du dioxygène. Ce sont en général des appareils coûteux et encombrants réservés à l'usage en laboratoire.

### Oxymètre à pile à combustible
Ce type d'appareil utilise une pile à combustible utilisant l'oxygène du mélange à mesurer comme l'un des constituants de la pile. Ce principe est généralement bien adapté à la réalisation d'appareils de mesure de terrain, légers (moins d'un kilogramme) et peu coûteux.
Une pile à oxygène est alors incorporée dans une sonde, souvent dotée de composants additionnels (thermistances, réseau de compensation) qui lui assurent une réponse indépendante de la température. L'intégration du capteur et des composants de compensation dans un boîtier compact assure une température constante pour tous ces composants, ce qui permet de délivrer une tension proportionnelle au taux d'oxygène du mélange.
À partir de là, la mesure du taux d'oxygène revient à mesurer une tension.
Dans la pratique, les choses sont un tout petit peu plus complexes :
- la sonde n'a pas une réponse constante dans le temps, le capteur fonctionnant sur le principe d'une pile, il est sensible à la consommation de ses constituants ;
- deux sondes du même modèle peuvent présenter une dispersion des tensions de sorties due aux tolérances de fabrication ;
- la mesure, comme toute réaction chimique, peut être influencée par l'environnement (température, humidité…).

Cela oblige à rajouter un système d'étalonnage qui va permettre de régler l'appareil, en se basant sur un gaz de référence. Souvent, ce type d'appareil requiert un étalonnage avant chaque série de mesures.
Cependant, les technologies membranaires permettent d'assurer de très bonnes performances jusqu'à 98 % d'humidité non condensée.
De plus, la gamme des tensions de sortie de la pile n'est en général pas utilisable pour un affichage direct. Il faut donc utiliser un système permettant de transposer la tension du capteur en une lecture utilisable (généralement un pourcentage).
La linéarité de ce type de capteurs permet souvent d'utiliser pour l'étalonnage et la transposition de la mesure un simple amplificateur ou un millivoltmètre à échelle ajustable.
D'un point de vue physico-chimique, les signaux sont voisins de zéro en l'absence d'oxygène, ce qui rend ces capteurs facilement réajustables sur un seul point de l'échelle, souvent à l'air frais.
Ce qui nous amène au schéma général suivant :

### Oxymètre ampèremétrique
Les oxymètres ampèremétriques utilisent la variation de conductivité d'une céramique poreuse à base d'oxyde de zirconium (ZrO2) traversée par un flux d'oxygène.
La réaction chimique intervient à 700 °C. La précision dépend du système de régulation de température. La consommation d'énergie en découlant, interdit l'utilisation de cette technologie dans du matériel portatif, ce d'autant plus que la céramique ou les liaisons du tube avec les éléments chauffants sont très sensibles aux chocs mécaniques.
Le courant est directement fonction de la différence de potentiel électrique entre les parois d'un tube de céramique et constituant par l'électrode, l'intérieur du tube étant le canal d'amenée des gaz. La différence de potentiel est donnée par la loi de Nernst.
La réponse en signal est fortement non linéaire avec une courbure asymptotique dans les très faibles concentrations en O2. Les équipements utilisant ce type de capteur nécessitent plusieurs gaz de référence très précis pour transformer la réponse en signal linéaire.
Ce type d'appareil est généralement conçu pour fonctionner dans une plage de températures élevées, ce qui l'indique particulièrement pour les mesures sur les gaz chauds, en particulier les échappements de moteurs thermiques.
Ces capteurs sont connus dans l'automobile sous le nom de « sondes lambda ».

### Oxymètre optique par luminescence
Ce procédé innovant appelé opto-luminescence permet de s'affranchir de tout besoin d'étalonnage et de changement de membranes par rapport à des technologies classiques développées dans les années 1950. Le principe de mesure repose sur l'excitation de molécules photosensibles situées sur un support inerte par une lumière bleue. Le complexe réagit en émettant de la lumière rouge (phénomène appelé luminescence). On mesure alors le déphasage entre la lumière bleue et rouge, celle-ci étant proportionnelle à la concentration en oxygène dans le milieu.
Les principaux avantages de cette technologie reposent sur la non-consommation d'oxygène ce qui fait de cette technique la méthode de référence pour la mesure de très faible taux d'oxygène ou pour des milieux stagnants. Les deux principales sociétés maitrisant cette technologie sont PONSEL en France avec sa technologie ODO et HACH LANGE en Allemagne avec sa technologie LDO.
Dans les applications pratiques, l'élément sensible réagissant à la présence d'oxygène est composé de métal lourd, comme le ruthenium. Le quench et le phénomène de luminescence sont fonction de la densité du matériau, ce qui dans la pratique nécessite des rajustages de l'instrument lecteur en fonction de la qualité de réalisation du substrat. Par ailleurs, cette technique est sensible à l'humidité et à la température en surface de l'élément capteur. Le matériau excité par le rayon lumineux a des vitesses d'absorption qui dépendent de ces facteurs, et les précisions atteintes sont de ce fait de l'ordre de 5 % relatif dans des niveaux inférieurs à 25 %. Les autres technologies usuelles en petit appareillage, ou à l'aide de la technologie électrochimique ou zircone, atteignent des précisions de l'ordre de 1 % relatif.

### Oxymétrie colorimétrique (médecine)
L'oxymétrie colorimétrique permet de déterminer le taux de dioxygène (saturation) du sang grâce à sa variation de couleur.

### Oxymètre à capteur à diffusion électrochimique

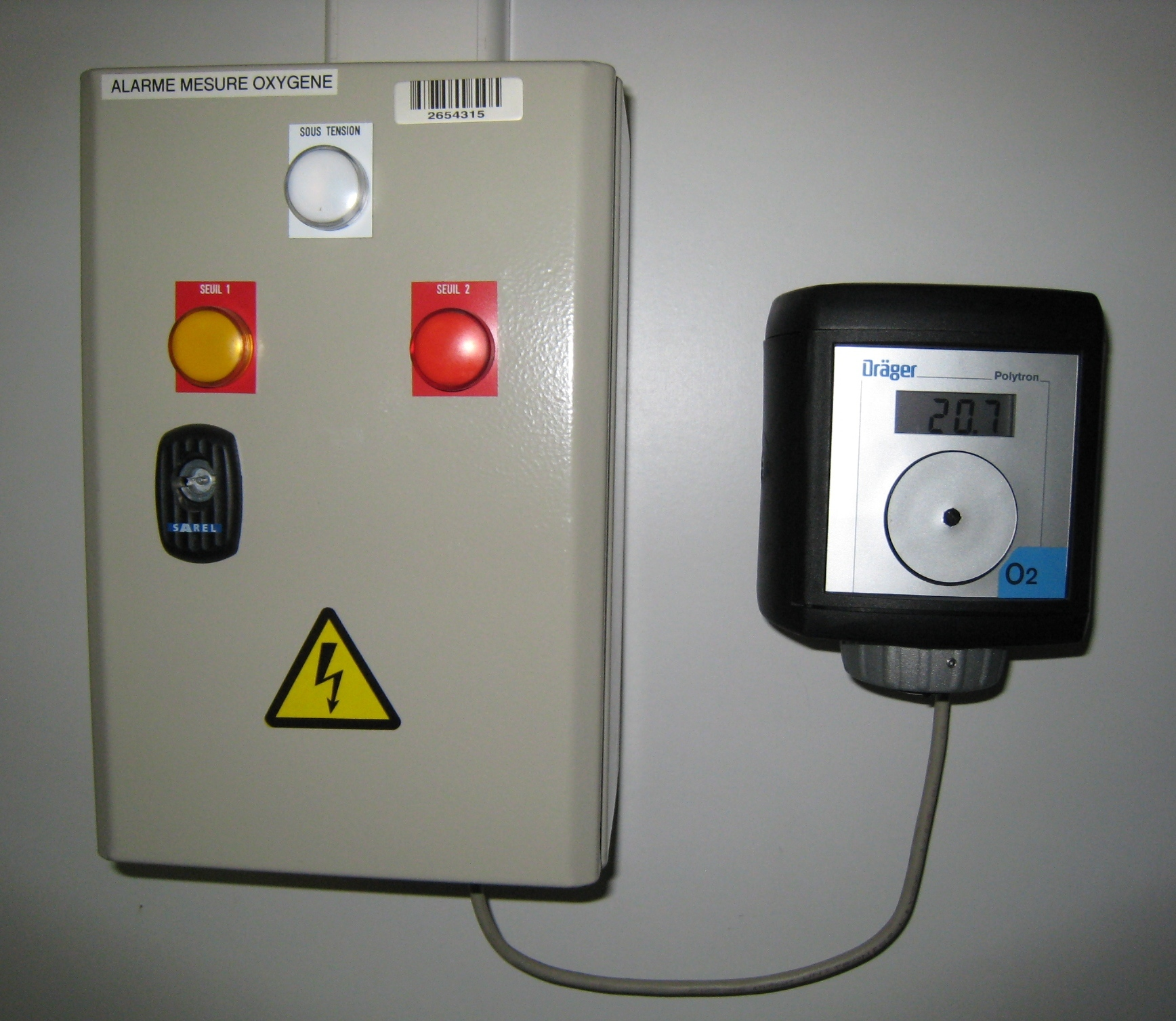
Oxymètre fixe de contrôle en continu de l'air ambiant relié à une alarme sonore et visuelle. Celle-ci se déclenche si la concentration en atteint un certain seuil.

Ce type, compact et bon marché, est couramment utilisé en laboratoire ou dans l'industrie, par exemple.
Généralement l'électrolyte des capteurs électrochimique est composé d'un acide faible réagissant avec de la paille de plomb pour former un oxyde de plomb lorsque les molécules d'oxygène traversent la membrane perméable du capteur. Ces capteurs fonctionnent comme une pile et délivrent une tension de quelques millivolts proportionnelle à la pression partielle d'O2.